# Laukó Mihály
Laukó Mihály (1832. szeptember 15. – Szebelléb, 1898. október 30.) római katolikus plébános. 

## Életútja
Növendékpap lett és a teológiát az esztergomi Szent István-intézetben végezte 1860-ban. Azon év július 29-én miséspappá szenteltetett fel; segédlelkész volt Bakabányán, 1861-től Galántán, 1863-ben Szenográdon; ugyanazon évben csábrági plébános lett; innen 1876. december 12-én Szebellébre ment lelkésznek.
Írt számos cikket, beszélyt, verset sat. magyarul és szlovákul a Cyrill a Method c. szlovák lapba (1861-1862.), a Religióba (1875. I. Páratlan eszmék korunk tévelyeire); a Magyar Államnak is munkatársa volt.

## Munkája
- Zasnúbenci. Besztercze-Bánya, 1865. (Manzoni: I promessi sposi szlovák fordítása.)